# Когда пробьёт восемь склянок
«Когда пробьёт восемь склянок» (англ. When Eight Bells Toll) — кинофильм 1971 года выпуска.

## Сюжет
Экранизация романа Алистера Маклина. Исчез корабль, на котором находился особо ценный груз. Немалое количество слитков золота. Очевидно, что в этом районе моря бандитствуют пираты. Кто они? Где их логово? Как найти на них управу? Для того, чтобы попытаться ответить на целую кучу вопросов, в опасный регион отправляется спецагент.

## В ролях
- Энтони Хопкинс — Филип Калверт
- Роберт Морли — дядя Артур
- Натали Делон — Шарлотта
- Джек Хокинс — сэр Энтони Скурас
- Корин Редгрейв — Ханслетт
- Морис Роевз — лейтенант Уильямс, пилот вертолёта
- Дерек Бонд — лорд Чарнли
- Ферди Мэйн — Лаворски